# Krieg des Deutschen Ordens gegen Polen (1431–1435)
Der Krieg des Deutschen Ordens gegen Polen (1431–1435) (polnisch Wojna polsko-krzyżacka (1431–1435)) war ein militärischer Konflikt, der im Jahr 1431 zwischen dem Deutschen Orden und dem Königreich Polen sowie dessen Verbündetem Litauen stattfand. 

## Hintergrund
Der Krieg reiht sich ein in die Geschichte der Polenkriege des Deutschen Ordens, welcher seit 1303 gegen die damals noch heidnischen Litauer einen Kreuzzug führte. Nachdem der litauische Großfürst Jogaila (Jagiełło) um 1384 zum Christentum übergetreten war und nun in Personalunion auch das polnische Königreich regierte, waren die noch ungesicherten Erwerbungen des Ordens in Samogitien und den Pommerellen gefährdet. Der Samogitenaufstand von 1409 war Anlass für einen weiteren Krieg gewesen, welcher durch die Schlacht von Tannenberg 1410 zugunsten der Litauer und Polen entschieden wurde. Im Ersten Frieden von Thorn waren 1411 hohe Reparationszahlungen an das Königreich Polen festgelegt worden, die der Orden nur mit Mühe teilweise aufbringen konnte, hingegen wurden dem Orden noch keine Gebietsabtretungen auferlegt. Auch der Hungerkrieg und der Frieden von Friede vom Melnosee 1422 konnten den Frieden nicht dauerhaft sichern. Unmittelbarer Kriegsgrund war der Eingriff des Deutschen Ordens in den litauischen Bürgerkrieg durch ein Bündnis des Großmeisters Paul von Rusdorf mit Švitrigaila, der sich gegen Jagiełło auflehnte. Hintergrund war die Politik von Kaiser Sigismund, die auf die Auflösung der polnisch-litauischen Union gerichtet war.

## Kriegsverlauf
Als Jagiełło die Liubartas-Burg belagerte griff der Deutsche Orden im Sommer 1431 das Dobriner Land, Kujawien und Krajna an. Daraufhin schloss Jagiełło 1432 in Pabianice ein Bündnis mit den Taboriten. Sędziwój Ostroróg fiel im Sommer 1433 mit den Taboriten unter Jan Čapek ze Sán zunächst in der Neumark und später in Pommerellen ein. Hierbei wurden sie von Bogislaw IX. von Pommern unterstützt. In Pommerellen wurden die Burgen entlang der Weichsel belagert und das Weichseldelta bis nach Danzig gebrandschatzt. Am 13. September 1433 wurde auf der Ordensburg Jaschinnitz ein Waffenstillstand vereinbart, der im Dezember 1433 im Waffenstillstand von Lentschitza bestätigt wurde. 1435 wurde der Kampf jedoch vom Livländischen Orden in Litauen wieder aufgenommen. Er wurde jedoch in der Schlacht bei Wilkomir am 1. September 1435 von den Litauern besiegt. Am 31. Dezember 1435 wurde der Friede von Brest geschlossen, der den Krieg beendete.

## Folgen
Der Konflikt zwischen dem Ordensstaat und den Polen und Litauern wurde beendet. Der Deutsche Orden musste weitere Steuern und Abgaben einführen, um die Kriegskosten zu tragen. Die preußischen Stände waren jedoch mit dem Ausgang nicht zufrieden und schlossen 1440 den Preußischen Bund, in dem sie sich dem polnischen König annäherten. Hieraus folgte weniger Jahre später der Dreizehnjährige Krieg.